# Анри Лефевр
Анри Лефевр (фр. Henri Lefebvre; Ажемо, 16. јун 1901 — 29. јун 1991) био је француски марксистички филозоф и социолог, познат као зачетник критике свакодневног живота, по увођењу концепта права на град и производњу друштвеног концепта, и по свом раду на дијалектици, отуђењу, и критици стаљинизма, егзистенцијализма и структурализма. У својој плодоносној каријери Лефевр је написао више од шездесет књига и триста чланака.

## Биографија
Лефевр је рођен у Ажему у Француској. Студирао је филозофију на Париском универзитету (Сорбони), дипломирао је 1920. године. До 1924. радио је са Полом Низаном, Џорџом Фридманом, Џорџом Пулицером и Пјером Моранзом у филозофској групи тражећи „филозофску револуцију”. Ово их је довело у контакт са надреалистима, дадаистима, и другим групама пре него што су кренули даље ка Француској комунистичкој партији.
Лефевр се придружио Француској комунистичкој партији 1928. и постао један од најистакнутијих француских марксистичких интелектуалаца током друге половине 20. века, пре ступања у Француски покрет отпора. Од 1944. до 1949. био је директор Радиодифузије Француске, француски радио се емитује у Тулузу. Међу његовим радовима високо утицајан био је антистаљинистички текст назван Дијалектички материјализам (1940). Седам година касније, Лефевр објављује своју прву књигу Критика свакодневног живота, која ће касније служити као примарна интелектуална инспирација за оснивање COBRA-e и на крају Ситуционистичке интернационале. Његов рани рад на методу је био поздрављен и позајмљен од стране Сартра а у Критици дијалектичког разлога (1960). Током Лефеврове тридесетогодишње сарадње са Комунистичком партијом био је изабран да објави критичке нападе на противничке теоретичаре, нарочито егзистенцијалисте попут Сартра и Лефреовог бившег колеге Низана само да би намерно довео до сопственог искључења из партије због својих јеретичких теоретских и политичких мишљења 50-их година 20. века. Иронично, тада је од служења као примарни интелектуалац у ПЦФ-у постао један од најважнијих француских критичара политике ПЦФ.
11961. Лефевр је постао профессор социологије на Универзитету у Стразбуру, пре придружења факултету на новом универзитету на Нантеру 1965. био је један од најпоштованијих професора, и утицао је и анализирао Мајску побуну 1968. Лефевр је увео концепт права на град у својој књизи Le Droit à la ville (објављивање књиге претходи мајским побунама 1968 које су се догодиле у многим француским градовима). Након објављивања ове књиге, Лефевр је написао неколико утицајних радова о градовима, урбанизму и простору, укључујући и Тхе Продуцтион оф Спаце (1974) који је постао један од најутицајнијих и течко цитираних радова урбане теорије. До 1970. Лефевр је такоше објавио неке од првих ктитичких изјава о раду пост-структуралиста, посебно Фукоа. У наредних неколико година је био укључен у уређивацку групу Аргументи, а часопис Нова левица који је у великој мери послужио да омогући Француској јавности да се упозна са центалноевропским ревизинизмом.
Лефевр је умро 1991. Часопис Радикална филозофија је издао читуљу, ценећи његову дугу и комплексну каријеру и утицај:
Најплоднији француски марксистички интелектуалац умро је у ноћи између 28. и 29. јуна, мање од две недеље након његовог деведесетог рођендана. Током своје дуге каријере, његов рад је постао модеран и изашао из моде неколико пута, и имао је утицај на развој не само филозофије, вец и социологије, географије, политицких наука и књизевних критика.

## Критика свакодневног живота
Један од Лефеврових најважнијих доприноса социјалној мисли је идеја „критике свакодневног живота”, чији је зачетак 1930. Лефевр је дефинисао свакодневни живот, дијалектицки као раскршће између „илузије и истине, моћи и беспомоћности, раскршће између сектора који човек контролише и сектора који не контролисе” и где се непрестано јавља трансформативни сукоб између различитих, специфичних ритмова: телесних полиритмичних снопова природних ритмова, физиолошких (природних) ритмова и социјалних ритмова. Свакодневница је била укратко простор у ком се цео живот појављује између ког све фрагментиране активности заузимају место. То је био остатак. Док је тема презентовала себе саму у многим радовима, било је посебно наглашено у његовим истоименим студијама 3 које су изасле у наставцима, после неколико деценија, 1947. 1961. и 1981.
Лефевр је тврдио да је свакодневни живот био неразвијен сектор у поређењу са технологијом и производњом, штавише, средином 20. века капитализам је променио свакодневни живот тако што га је колонизовао, претворио у зону чисте потрошње. У овој зони свакодневнице (досаде), заједничко за све без обзира на класу и специјализованост, јесте то да самокритика свакодневне реалности упркос социјалним обећањима слободног времена може да доведе људе до разумевања, а онда и до промена њихових свакодневних живота. Ово је била суштина за Лефевра зато што је за њега свакодневни живот био тамо где је видео да капитализам преживљава и репродукује се. Без револуције свакодневног живота, капитализам ће наставити да умањује квалитет свакодневног живота и да инхибира стварни самоизражај. Критика свакодневног живота је била пресудна јер по њему само кроз развој услова људског живота, а не кроз апстрактну контролу производних снага, људи могу да достигну утопијско постојање. 
Лефевров рад о свакодневном животу је био изразито утицајан у француској теорији, нарочито за ситуационисте, као и у политици.

## Социјална продукција простора
Лефевр је посветио велики део својих филозофских дела разумевању важноће простора, како је он назвао, репродукција друштвених односа производње. Идеја је главни аргумент у књизи The Survival of Capitalism, писана као увод у La Production de l’espace (1974) (Продукт простора). Ова дела су јако утицала на одређене на тренутне урбане теорије, углавном у људској географији, виђеној у тренутним делима писаца као што су Дејвид Харви, Долорес Хејден и Едвард Соја, и на савремене дискусије око појма Просторне правде. Лефевр је широм познат као марксиста и био је одговоран за ширење марксистичке теорије, обухвативши свакодевни живот и савремена значења урбанизма у западном свету током 20. века. Генерализација индрустрије и њене повезаности са градовима (која је поменута у La Pansée marxiste et la vile), The Right to the City и The Urban Revolution, Лефеврова дела писана шездесетих година, која су сматрана, међу осталим аспектима, дубоком трансформацијом „града” у „урбан”, која је кулминирала у омни-присуство („комплетна урбанизација друштва”).
Лефевре трврди да постоји више начина производње простора (spatialization), од природног простора („асполутни простор”) до сложенијих спатијализација чији је значај друштвени производ (друштвени простор). Лефевр анализира сваки историјски режим као троделну дијалектику између свакодевне праксе и перцепције, репрезентације или теорије простора и просторну имагинацију времена.
Лефевреов аргумент у The Production of Space је да је простор друштвени продукт, или комплекс друштвених конструкција (базиран на вредностима и друштвених продукта значења), који утиче на просторне праксе и перцепције. Овај аргумент подразумева промену истраживачке перспективе од свремира до процеса његове производње; загрљај разноврсности простора, која су друштвено произведена и продуктивно направљена у друштвеним праксама; и фокус на контрадикторне, конфликтне процесе политичког карактера призводње простора. Као марксиста (али врло критичан према економском структурализму, који је доминирао акедемским дискурсом у његовом времену), Лефевр је тврдио да је овај друштвени продукт урбаног простора од фундаменталног значаја за репродукцију друштва, самим тим и самог капитализма. Социјалном производњом простора командује хегемонијска класа као средство за репродуковање доминације.
„(Друштвени) простор је (друштвени) продукт [...] простор тако произведен такође служи као средство мисли и акције [...] поред тога што је средство производње такође средство контроле, а самим тим и доминације, моћи.”
Лефевре тврди да свако друштво — и стога сваки облик производње — даје одређени простор, свој простор. Град античког света не може бити схваћен као једноставна агломерација људи и ствари у простору — имала је своју просторну праксу, правећи свој простор (који је погодан за себе — Лефевре тврди да је интелектуална клима града у античком свету била веома везана за друштвене производе своје просторности). Онда ако свако друштво производи свој простор, било које „друштвено постојање” тежи да буде право или да прогласи себе правим, не производећи сопствени простор, био би чудан ентитет, врло специфична апстракција неспособна да побегне од идеолошке или чак културне сфере. На основу овог аргумента, Лефевр је критиковао совјетске урбанисте на основу тога што нису успели да произведу социјалистички простор, пошто су само репродуковали модернистички модел урбаног дизајна (интервенције на физичком простору, које су биле довољне да схвати друштвени простор) и примењивали у том контексту:
„Промени живот! Промени друштво! Ове идеје губе у потпуности свој смисао без стварања одговарајућег простора. Лекција коју треба научити из совјетске конструктивисте из 1920-их и 30-их, и њиховог неуспеха, је да нови друштвени односи захтевају нови простор.”

## Критика наДруштвену производњу простораи одговор
У својој књизи The Urban Question Мануел Кастелс критикује Лефевреов марксистички хуманизам и приступ граду под утицајем Хегела и Ничеа. Кастелсова политичка критика Лефевровом приступу марксизму одјекнуо је структуралистичкој научној марксистичкој школи Луиса Алтусера, чији је Лефевр био непосредни критичар. Многи одговори на Кастелса су у The Survival of Capitalism - а неки тврде да би прихватање тих критика у академском свету могле бити мотив за постојање Лефевреовог The Production of Space.

## Објављена дела
- 1925. "Positions d'attaque et de défense du nouveau mysticisme", Philosophies 5–6 (March). стр. 471–506. (Pt. 2 of the "Philosophy of Consciousness" (Philosophie de la conscience) projekat bića, svesti i identiteta, prvobitno predložio kao DES<ref>DES stands for diplôme d'études supérieures [],
- 1934. sa Norbertom Gutermanom, Morceaux choisis de Karl Marx, Paris: NRF (numerous reprintings).
- 1936. sa Norbertom Gutermanom, La Conscience mystifiée, Paris: Gallimard (new ed. Paris: Le Sycomore, 1979).
- 1937. Le nationalisme contre les nations (Preface by Paul Nizan), Paris: Éditions sociales internationales (reprinted, Paris: Méridiens-Klincksliek, 1988, Collection "Analyse institutionnelle", Présentation M. Trebitsch, Postface Henri Lefebvre).
- 1938. Hitler au pouvoir, bilan de cinq années de fascisme en Allemagne, Paris: Bureau d'Éditions.
- 1938. sa Norbertom Gutermanom, Morceaux choisis de Hegel, Paris: Gallimard (3 reprintings 1938–1939; in the reprinted Collection "Idées", 2 vols. 1969).
- 1938. sa Norbertom Gutermanom, Cahiers de Lénine sur la dialectique de Hegel, Paris: Gallimard.
- 1939. Nietzsche, Paris: Éditions sociales internationales.
- 1946. L'Existentialisme, Paris: Éditions du Sagittaire.
- 1947. Logique formelle, logique dialectique, Vol. 1 of A la lumière du matérialisme dialectique, written in 1940–41 (2nd volume censored). Paris: Éditions sociales.
- 1947. Descartes, Paris: Éditions Hier et Aujourd'hui.
- 1947. Critique de la vie quotidienne, L'Arche
- 1942. Le Don Juan du Nord, Europe – revue mensuelle 28, April (1948). стр. 73–104.
- Knowledge and Social Criticism, Philosophic Thought in France and the USA. Albany N.Y.: State University of New York Press. 1950. стр. 281—300. (2nd ed. 1968).
- 1958. Problèmes actuels du marxisme, Paris: Presses universitaires de France; 4th edition, 1970, Collection "Initiation philosophique"
- 1958. (sa Lucien Goldmann, Claude Roy, Tristan Tzara) Le romantisme révolutionnaire, Paris: La Nef.
- 1961. Critique de la vie quotidienne II, Fondements d'une sociologie de la quotidienneté, Paris: L'Arche.
- 1963. La vallée de Campan - Etude de sociologie rurale, Paris: Presses Universitaires de France.
- 1965. Métaphilosophie, foreword by Jean Wahl, Paris: Éditions de Minuit, Collection "Arguments".
- 1965. La Proclamation de la Commune, Paris: Gallimard, Collection "Trente Journées qui ont fait la France".
- 1968. Le Droit à la ville, Paris: Anthropos (2nd ed.); Paris: Ed. du Seuil, Collection "Points".
- 1968. La vie quotidienne dans le monde moderne, Paris: Gallimard, Collection "Idées". Trans. Sacha Rabinovitch kao Svakodnevni život u modernom svetu. Allen Lane The Penguin Press. 1971.. .
- Dialectical Materialism. first published 1940 by Presses Universitaires de France, as Le Matérialisme Dialectique. First English translation published 1968 by Jonathan Cape Ltd. 1968. ISBN 978-0-224-61507-5.
- 1968. Sociology of Marx, N. Guterman trans. of 1966c, New York: Pantheon.
- 1969. The Explosion: From Nanterre to the Summit, Paris: Monthly Review Press. Originally published 1968.
- 1970. La révolution urbaine Paris: Gallimard, Collection "Idées".
- 1971. Le manifeste différentialiste, Paris: Gallimard, Collection "Idées".
- 1971. Au-delà du structuralisme, Paris: Anthropos.
- 1972. La pensée marxiste et la ville, Tournai and Paris: Casterman.
- 1973. La survie du capitalisme; la re-production des rapports de production. Trans. Frank Bryant as The Survival of Capitalism. London: Allison and Busby, 1976.
- 1974. La production de l'espace, Paris: Anthropos. Translation and Précis.
- 1974 with Leszek Kołakowski Evolution or Revolution, F. Elders (ур.). Reflexive Water: The Basic Concerns of Mankind. London: Souvenir. стр. 199—267. ISBN 978-0-285-64742-8.
- Hegel, Marx, Nietzsche, ou le royaume des ombres. Paris: Tournai, Casterman. Collection "Synthèses contemporaines". 1975. ISBN 978-2-203-23109-2.
- Le temps des méprises: Entretiens avec Claude Glayman. Paris: Stock. 1975. ISBN 978-2-234-00174-9.
- 1978. sa Catherine Régulier La révolution n'est plus ce qu'elle était. 1979. ISBN 978-2-264-00849-7., Paris: Éditions Libres-Hallier (German trans. Munich).
- 1978. Les contradictions de l'Etat moderne, La dialectique de l'Etat, Vol. 4 of 4 De 1'Etat, Paris: UGE, Collection "10/18".
- La présence et l'absence. Paris: Casterman. 1980. ISBN 978-2-203-23172-6.
- 1981. Critique de la vie quotidienne, III. De la modernité au modernisme (Pour une métaphilosophie du quotidien) Paris: L'Arche.
- 1981. De la modernité au modernisme: pour une métaphilosophie du quotidien, Paris: L'Arche Collection "Le sens de la marché".
- 1985. sa Catherine Régulier-Lefebvre, Le projet rythmanalytique Communications 41. стр. 191–199.
- sa Serge Renaudie and Pierre Guilbaud, "International Competition for the New Belgrade Urban Structure Improvement", in Autogestion, or Henri Lefebvre in New Belgrade. Vancouver: Fillip Editions. 1986. ISBN 978-0-9738133-5-7..
- Toward a Leftist Cultural Politics: Remarks Occasioned by the Centenary of Marx's Death. D. Reifman trans., L.Grossberg and C.Nelson (eds.) Marxism and the Interpretation of Culture, Urbana: University of Illinois Press; New York: Macmillan. 1988. стр. 75-88. ISBN 978-0-252-01108-5.
- 1991 (1947). The Critique of Everyday Life. Volume 1, John Moore trans., London: Verso. Originally publishe. ISBN 978-0-86091-340-5.
- 1991. sa Patricia Latour and Francis Combes, Conversation avec Henri Lefebvre P. Latour and F. Combes, eds. Paris: Messidor, Collection "Libres propos".
- 1991 (1974). The Production of Space. Donald Nicholson-Smith trans., Oxford: Basil Blackwell. Originally publishe. ISBN 978-0-631-14048-1.
- 1992. sa Catherine Regulier-Lefebvre Éléments de rythmanalyse: Introduction à la connaissance des rythmes, preface by René Lorau, Paris: Ed. Syllepse, Collection "Explorations et découvertes". English translation: Rhythmanalysis: Space, time and everyday life, Stuart Elden, Gerald Moore trans. Continuum, New York, 2004.
- 1995 (1962). Introduction to Modernity: Twelve Preludes September 1959-May 1961. J. Moore, trans., London: Verso. Originally publishe. ISBN 978-1-85984-961-3.
- Writings on Cities. Eleonore Kofman and Elizabeth Lebas, trans. and eds., Oxford: Basil Blackwell. 1996. ISBN 978-0-631-19187-2.
- 2003. Key Writings, Stuart Elden, Elizabeth Lebas, Eleonore Kofman, eds. London/New York: Continuum.
- 2009 State, Space, World: Selected Essay, Neil Brenner, Stuart Elden, eds. Gerald Moore, Neil Brenner, Stuart Elden trans. Minneapolis: University of Minnesota Press.
- 2014 Toward an Architecture of Enjoyment. Minneapolis: University of Minnesota Press.., L. Stanek ed., R. Bononno trans. , the first publication in any language of the book written in 1973.